# Johann Sigismund Werner
Johann Sigismund Werner auch Johan Sigmund Wörner; lateinisch Joannes Sigismundus Aurimontanus (* 1491 in Goldberg, Herzogtum Liegnitz; † 1561 in Rengersdorf, Grafschaft Glatz) war ein deutscher evangelischer Pfarrer und Prediger sowie Anhänger Caspar Schwenckfelds.  Er war eine der bedeutendsten reformatorischen Persönlichkeiten im Herzogtum Liegnitz und anschließend in der bis 1742 bzw. 1763 böhmischen Grafschaft Glatz. 

## Leben
Johann Sigismund Werner, dessen Vater bald nach Johann Sigismunds Geburt starb, stand bis zur Volljährigkeit unter der Vormundschaft seines Schwagers. Er besuchte zunächst die berühmte Lateinschule seiner Vaterstadt Goldberg, die in hohem Ansehen stand. Rektor der Lateinschule war damals Hieronymus Gürtler. 1507 immatrikulierte sich Werner an der Universität Leipzig, wo er in den Matriken als „Joannes Sigismundus Aurimontanus“ verzeichnet ist. Im Sommer 1512 erlangte er das Baccalaureat, kehrte anschließend nach Goldberg zurück und wurde Lehrer an seiner alten Schule. Dort unterrichtete er unter den Rektoren Gürtler, Franz Sylvius und Georg Helmrich, der 1525 Bürgermeister von Liegnitz wurde und ein Studienfreund von Valentin Trotzendorf war. Da sich Goldberg damals der Lehre Martin Luthers angeschlossen hatte, kam es zu Konflikten mit dem Landesherrn Herzog Friedrich II. von Liegnitz, der der Lehre Schwenckfelds anhing. 1523 wurde Werner, obwohl er keine Priesterweihe empfangen hatte, von Herzog Friedrich II. als Hofprediger berufen. Zugleich wirkte er als Prediger auch an der Liegnitzer Johanneskirche, deren Pfarrer damals Sebastian Schubart (1498–1580) war. Im gleichen Jahr hatte Valentin Krautwald das geistliche Amt eines Lektors für Theologie am Liegnitzer Kollegiatstift erhalten. Ab 1526 wirkten die Humanisten Krautwald, Trotzendorf und Werner an der von Herzog Friedrich II. gegründeten evangelischen Universität Liegnitz, die schon drei Jahre später wegen theologischer Grundsatzfragen und Geldmangel aufgelöst wurde.
Obwohl seit den Hussitenkriege in einigen schlesischen Herzogtümern, vor allem in Breslau, Liegnitz, Brieg und Wohlau, eine Abneigung gegen den Laienkelch bestand, waren Werner und Schubart die ersten, die diese Abendmahlspraxis Luthers aufnahmen. Die traditionelle Messe veränderten sie dadurch nicht, führten aber in der Liturgie die deutsche Sprache ein. Daraufhin übersandte Herzog Friedrich II. die 1539 von Werner verfasste Schrift „Bekanntnus unnd Rechenschafft der fürnehmsten articul vonn dienste des Evangelii“ an Philipp Melanchthon mit der Bitte um Überprüfung von Werners Rechtgläubigkeit. Nachdem Melanchton die Schrift als „nicht schriftgemäß“ zurückgewiesen hatte, wurde Werner mit diesem Urteil von den Wittenbergern als Schwenckfelder geächtet. Dadurch war er der politischen Verfolgung preisgegeben und wurde, wie andere Schwenckfelder auch, aus Liegnitz verdrängt.
Ein neues Betätigungsfeld fand Werner in der Grafschaft Glatz, die 1534–1548 an den mährisch-böhmischen Magnaten Johann IV. von Pernstein verpfändet war und in der sich zahlreiche Adlige und Stadtbürger der Lehre Schwenckfelds angeschlossen hatten. Schon 1538 wurde der in Liegnitz ebenfalls entlassene Fabian Eckel an die Stadtkirche in Glatz berufen. Werner begab sich nach Rengersdorf, wo er unter dem Schutz der Adelsfamilie Pannwitz stand. Auf Vermittlung Werners korrespondierten Jörg und Caspar von Pannwitz mit Schwenckfeld, den sie auf ihre Güter einluden. 1539 wurde Werner von Christoph von Pannwitz, dem das Patronatsrecht über die Rengersdorfer Pfarrkirche Jakobus d. Ä. zustand, als Pfarrer nach Rengersdorf berufen. Dort stellte er neben dem Pfarrdienst seine Werke fertig und errichtete zudem die erste Dorfschule der Grafschaft Glatz.
Erst nach seinem Tod 1561 wurde Johann Sigismund Werner ein großer Lehrer der Gemeinde der Schwenckfelder. Schwenckfeld lobte Werners katechetischen Stil, der „ohne Schmähen, Schelten und Lästern sei“. Auf sein Betreiben wurden Werners Werke gedruckt und dienten nun als Basislektüre in den Gemeinden der Schwenckfelder.

## Werke
- Catechismus. Ein newer recht Christlicher Catechismus / für die Kinder Gottes. Auff die zwölf gemainen Artickel des Glaubens und der Sacrament/ Tauff und Nachtmal gestellet …; „Durch Joannes Werner genandt Sigmundt/Predigern zu Rengersdorff“. 1540.
- Postill: Kurtze Außlegung über die Evangelienn so man pflegt zuläsen an den Sontagen und der Heyligen Fest, sampt den Sum[m]arien durchs gantz Jar, 1558 Digitalisat
- Von der Ernidrigung deß Sohnes Gottes vnsers Herren Jesv Christi: Vnd von seiner Erhöhunge vnd Herrlichait: Auff frag vnd antwort gestellt. „Durch Johan Werner/ Sigmundt genant/ im 1540 Jar geschriben“. Digitalisat
- Außlegung des Evangelii Luce II. Auf den hl. Christag. Digitalisat